# Рок-Лейк (тауншип, Миннесота)
Рок-Лейк (англ. Rock Lake) — тауншип в округе Лайон, Миннесота, США. На 2000 год его население составило 282 человека.

## География
По данным Бюро переписи населения США площадь тауншипа составляет 89,6 км², из которых 85,8 км² занимает суша, а 3,8 км² — вода (4,28 %).

## Демография
По данным переписи населения 2000 года здесь находились 282 человека, 108 домохозяйств и 83 семьи.  Плотность населения —  3,3 чел./км².  На территории тауншипа расположено 113 построек со средней плотностью 1,3 построек на один квадратный километр.  Расовый состав населения: 99,29 % белых и 0,71 % приходится на две или более других рас.
Из 108 домохозяйств в 28,7 % воспитывались дети до 18 лет, в 74,1 % проживали супружеские пары, в 1,9 % проживали незамужние женщины и в 23,1 % домохозяйств проживали немесейные люди. 21,3 % домохозяйств состояли из одного человека, при том 8,3 % из — одиноких пожилых людей старше 65 лет.  Средний размер домохозяйства — 2,61, а семьи — 3,02 человека.
20,9 % населения — младше 18 лет, 10,3 % — в возрасте от 18 до 24 лет, 24,5 % — от 25 до 44, 30,5 % — от 45 до 64, и 13,8 % — старше 65 лет.  Средний возраст — 42 года. На каждые 100 женщин приходилось 115,3 мужчин.  На каждые 100 женщин старше 18 приходилось 112,4 мужчин.
Средний годовой доход домохозяйства составлял 40 000 долларов, а средний годовой доход семьи —  47 500 долларов. Средний доход мужчин —  28 500  долларов, в то время как у женщин — 20 139. Доход на душу населения составил 19 008 долларов.  За чертой бедности находились 5,0 % семей и 6,3 % всего населения тауншипа, из которых 8,2 % младше 18 и 4,3 % старше 65 лет.